# A tetovált lány (film, 2011)
A tetovált lány (eredeti cím: The Girl with the Dragon Tattoo) 2011-ben bemutatott amerikai–norvég–svéd lélektani bűnügyi thriller. A filmet David Fincher rendezte, a forgatókönyvet Steven Zaillian írta, Stieg Larsson 2005-ben kiadott, azonos című bestsellere alapján.
A főbb szerepekben Daniel Craig, Rooney Mara, Christopher Plummer és Stellan Skarsgård látható. A történet középpontjában Mikael Blomkvist (Craig) újságíró áll, aki egy gazdag iparmágnás család nőtagjának negyven évvel korábbi eltűnésével kapcsolatban próbálja meg kinyomozni az igazságot. Ebben egy különc számítógépes hacker lány, Lisbeth Salander (Mara) segíti.  
A Sony Pictures 2009-ben kezdte el a film előkészületeit. Több hónapba telt a megfilmesítés jogainak megszerzése, eközben Zaillan és Fincher is csatlakozott a projekthez. A főszereplők kiválasztása is hosszadalmas procedúra volt: Craignek nehézségei akadtak a forgatás ütemezésével és Salander szerepére is számos színésznő neve szóba került. A forgatókönyv megírása fél évbe tellett, ebből három hónap volt a forrásmű elemzése.
A film premierje 2011. december 12-én volt a londoni Odeon Leicester Square filmszínházban.  
A kritikusok pozitívan fogadták az adaptációt, dicsérve annak rideg és sötét hangvételét, továbbá a két főszereplő alakítását. A 90 millió dolláros költségvetésből készült film világszerte 232 millió dolláros bevételt termelt. Az Amerikai Filmkritikusok Szövetsége beválasztotta a 2011-es év tíz legjobb filmje közé. A 84. Oscar-gálán öt kategóriában kapott Oscar-jelölést, beleértve Mara jelölését a legjobb női főszereplőnek járó díjra. Végül A tetovált lány a legjobb vágásnak járó kategóriában bizonyult győztesnek. 

## Cselekmény
Stockholmban a bukott oknyomozó újságíró és a Millennium lapkiadó társtulajdonosa, Mikael Blomkvist próbálja rendezni életét, miután elveszített egy rágalmazási pert az általa gazdasági bűncselekményekkel megvádolt Hans-Erik Wennerström üzletemberrel szemben. Az incidens miatt a lap társtulajdonosával és férjével nyitott kapcsolatban élő szeretőjével, Erika Bergerrel is megromlik a viszonya. Lisbeth Salander, a briliáns elméjű, de antiszociális, személyek átvilágításával foglalkozó szabadúszó hackerlány Blomkvist után is átfogó nyomozásba kezd. Mindezt Henrik Vanger iparmágnás megbízásából, aki szokatlan üzletet ajánl Blomkvistnek: derítse ki, mi történt a negyven éve eltűnt és a a feltételezések szerint meggyilkolt Harriettel, unokahúgának lányával, cserébe Wennerström elleni terhelő bizonyítékokért. Blomkvist elvállalja az ügyet és a Vanger család egy szigeten fekvő birtokára költözik.
Salander kijelölt állami gondozója, az idős Holger Palmgren agyvérzéssel kórházba kerül. Utódja a szadista Nils Bjurman lesz, Salander pénzügyeit is kézben tartva. Azzal fenyegetve a lányt, hogy engedetlenség esetén intézetbe küldi, Bjurman orális szexre kényszeríti őt. Mialatt Salander titokban videófelvételt készít, Bjurman következő találkozójukon análisan megerőszakolja pártfogoltját. Amikor legközelebb találkoznak, Salander bosszúból egy sokkolóval ártalmatlanná teszi és egy fém dildóval bántalmazza, ezután fájdalmas eljárással egy kompromittáló tetoválást vés a férfi testére. A felvétellel megzsarolva biztosítja függetlenségét Bjurmantól és így találkozniuk sem kell többé. 
Blomkvist felfedezi a szigetet, interjúkat készít a Vanger családtagokkal, akik közül páran náci szimpatizánsok voltak a második világháborúban. Talál egy rejtélyes, neveket és számokat tartalmazó listát, melyet Harriet írt: Blomkvist látogatóba érkező lánya, Pernilla megfejti, hogy ezek bibliai idézetekre hivatkoznak. Blomkvist arra is rájön, hogy Salander illegális eszközökkel, a számítógépébe behatolva kutatott utána, de feljelentés helyett munkát ad a lánynak a nyomozásában. Salander megfejti a listát, amely 1947 és 1964 között kegyetlen módszerekkel kivégzett fiatal nőkről szól, egy sorozatgyilkos tevékenységére utalva. Egyik reggel Blomkvist rátalál a mellé szegődött macska megcsonkított tetemére a háza előtt és nem sokkal később rá is lő egy ismeretlen. Salander ellátja a férfi sebeit, majd szexuális viszonyt kezdeményez vele. A fő gyanúsítottá a vállalat vezetője, Martin Vanger, Harriet bátyja válik. Régi dokumentumokban kutatva Salander arra is rájön, hogy Martin és Harriet elhunyt apja, Gottfried, később pedig Martin követte el a fiatal nők elleni gyilkosságokat.
Bizonyíték után kutatva Blomkvist betör Martin házába, de fogságba esik és a gyilkos egy speciálisan kialakított, kínzókamraként használt pincébe viszi. Eldicsekszik a megkötözött újságírónak a gyilkosságokkal, elmondása alapján apja őt és húgát is szexuálisan molesztálta, de Harrier megölését tagadja. Mielőtt végezhetne Blomkvisttel, Salander a helyszínre érve súlyosan megsebesíti, menekülésre készteti és motorbiciklijén üldözőbe veszi Martint. A férfi elveszíti az irányítást autója felett és halálos balesetet szenved. Blomkvist sebeit ellátva a lány megnyílik előtte és elmeséli, hogyan került gyerekkorában intézetbe, miután bántalmazó apját felgyújtotta.
A nyomozópáros kideríti, hogy Harriett életben van és negyven éve bujkál családja elől. Londonba utazva felelősségre vonják Harriet unokatestvérét, Anitát: ő nem más, mint maga Harriet. Apja és bátyja éveken át zaklatta szexuálisan a lányt, ezért az önvédelemből végzett apjukkal, Gottfrieddel. Anita megszöktette barátnőjét a szigetről és megengedte neki saját személyazonosságának felvételét. Anita és férje később autóbalesetben vesztette életét. Bátyja fenyegetésétől megszabadulva Harriet visszatér Svédországban élő családjához és könnyek között találkozik Henrikkel. 
A szerződést követve Henrik információkat ad át Wennerströmről, ám azok elavultnak és használhatatlannak bizonyulnak. Salander azonban feltörte Wennerström számítógépét és bizonyítékokat szerzett a korrupt üzletember ügyleteiről. Ezek segítségével Blomkvist leleplezi Wennerströmöt, mialatt Salander álruhában Svájcba megy és kétmilliárd eurót tulajdonít el a férfi titkos számláiról. Az üzletembert nem sokkal később egy maffialeszámolásra emlékeztető támadásban agyonlövik.
Salander karácsonyi ajándékot akar adni Blomkvistnek, de meglátja őt Erika társaságában. A lány csalódottan kidobja az ajándékot és elhajt a motorkerékpárján.

## Szereplők
| Szerep                | Színész               | Magyar hang     |
| --------------------- | --------------------- | --------------- |
| Mikael Blomkvist      | Daniel Craig          | Epres Attila    |
| Lisbeth Salander      | Rooney Mara           | Bánfalvi Eszter |
| Henrik Vanger         | Christopher Plummer   | Szilágyi Tibor  |
| Martin Vanger         | Stellan Skarsgård     | Csankó Zoltán   |
| Dirch Frode           | Steven Berkoff        | Fodor Tamás     |
| Erika Berger          | Robin Wright          | Spilák Klára    |
| Nils Bjurman          | Yorick van Wageningen | Csuja Imre      |
| Anita Vanger          | Joely Richardson      | Pápai Erika     |
| Cecilia Vanger        | Geraldine James       | Bencze Ilona    |
| Dragan Armanskij      | Goran Višnjić         | László Zsolt    |
| Gustaf Morell nyomozó | Donald Sumpter        | Blaskó Péter    |

## Fordítás
- Ez a szócikk részben vagy egészben  a   The Girl with the Dragon Tattoo (2011 film) című angol Wikipédia-szócikk fordításán alapul.  Az eredeti cikk szerkesztőit annak laptörténete sorolja fel. Ez a jelzés csupán a megfogalmazás eredetét és a szerzői jogokat jelzi, nem szolgál a cikkben szereplő információk forrásmegjelöléseként.